# Forêt nationale William B. Bankhead
Pour les articles homonymes, voir Bankhead.
La forêt nationale William B. Bankhead est une forêt fédérale protégée situé en Alabama, aux États-Unis.
Elle s'étend sur une surface de 733 km2, et a été créée le 17 juin 1942.